# Finan de Lindisfarne
Pour les articles homonymes, voir Finan.
Finan de Lindisfarne (mort le 17 février 661) est un moine irlandais qui devint le second évêque de Lindisfarne à la mort d'Aidan, en 651. 

## Biographie
Finan est un moine irlandais qui après avoir succédé à  Aidan fait édifier une nouvelle église à Lindisfarne « selon la méthode irlandaise non pas en pierre mais de la chaume de chêne liée avec des roseaux » . Il est à l'origine de la conversion du roi  Peada de Mercie à Wallbottle en 653 et envoie Cedd et ses compagnons convertir les Angles du Milieu. Quand un peu plus tard Sigeberht d'Essex accepte la foi chrétienne sous l'insistance de Oswiu, Finan le baptise et rappelle Cedd afin qu'il devienne évêque d'Essex. C'est à l'époque de Finan que commence en Northumbrie le controverses sur la fixation de la date de Pâques. Le moine Ronan qui « bien que de race scot » avait étudié les vraies règles des églises de Gaule et d'Italie le presse d'accepter la méthode romaine de calcul. Finan qui est un « homme de caractère fier » réfute ses arguments. Il meurt en 661 et a pour successeur Colman
Déclaré saint, il est fêté le 17 février jour de son obit